# Бијен Хоа
Бијен Хоа (виј. Biên Hòa) је град у Вијетнаму у покрајини Донг Нај. Према резултатима пописа 2009. у граду је живело 784.398 становника.